# منبع نوترون

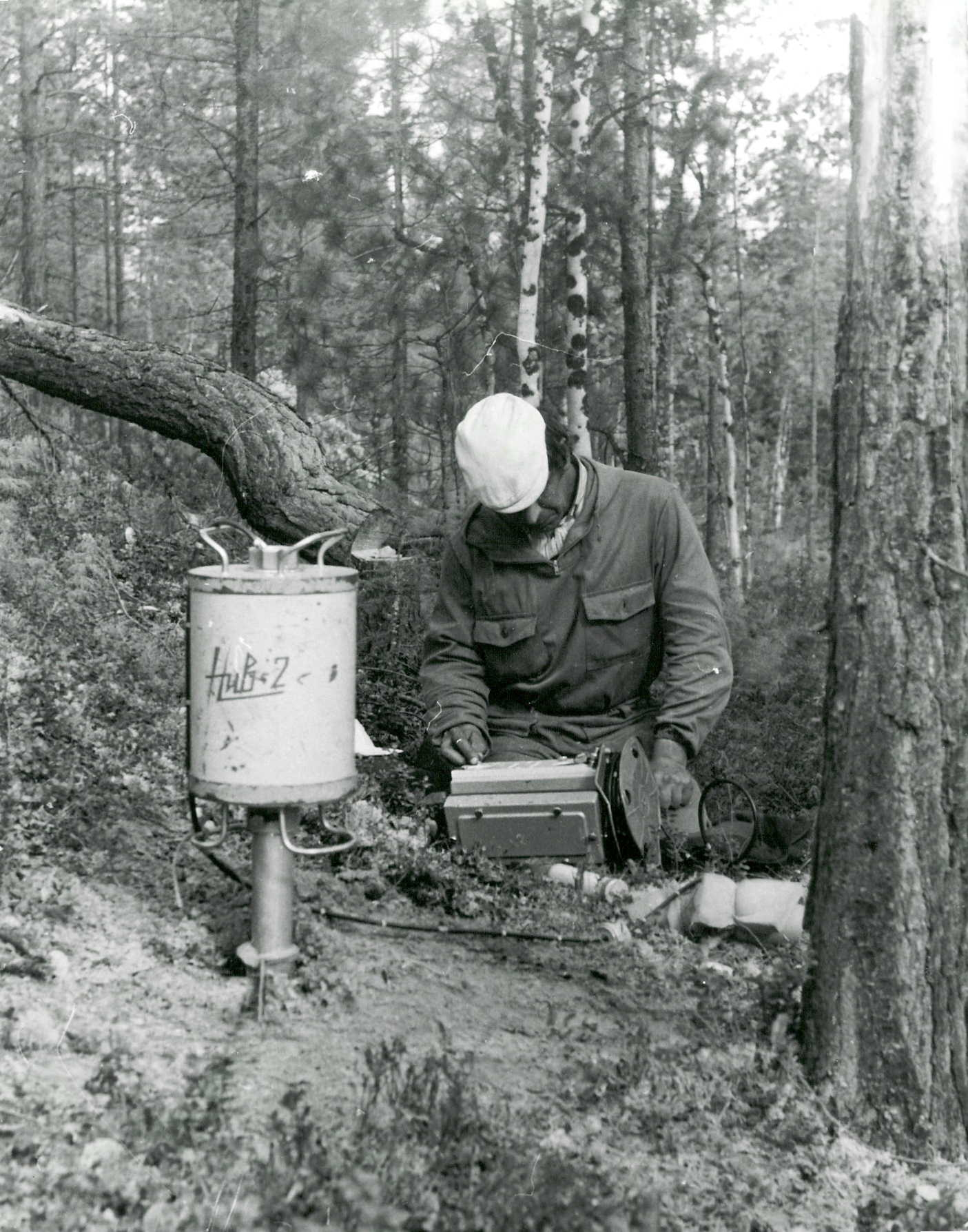
نمایی از بررسی خواص فیزیکی خاک در رخدادهای طبیعی، با‌استفاده از منبع نوترونی. مکان عکس؛ در شوروی، نادیم - ۱۹۸۲

چشمه نوترونی در صنایع هسته‌ای، به ابزارهایی گفته می‌شود که جهت تولید نوترون آزاد از آن‌ها استفاده می‌شود.
چشمهٔ نوترونی به هر سامانه‌ای گفته می‌شود که نوترون‌ها را منتشر می‌کند،
فارغ از این‌که سازوکار تولید آن‌ها چیست. از این چشمه‌ها در زمینه‌هایی چون فیزیک، مهندسی، پزشکی، جنگ‌افزارهای هسته‌ای، اکتشاف نفت، زیست‌شناسی، شیمی و انرژی هسته‌ای استفاده می‌شود. ویژگی‌های مهم در مورد چشمهٔ نوترونی شامل انرژی نوترون‌ها، نرخ تابش، اندازهٔ منبع، هزینهٔ مالکیت و نگهداری، و همچنین مقررات دولتی مربوط به آن‌ها است.

## دستگاه‌های کوچک

### شکافت خودبه‌خودی
برخی ایزوتوپها دچار شکافت خودبه‌خودی می‌شوند و در این فرایند نوترون منتشر می‌کنند.
رایج‌ترین چشمهٔ شکافت خودبه‌خودی ایزوتوپ کالیفرنیم-۲۵۲ است. این ایزوتوپ‌ها از تاباندن اورانیوم یا عناصر فراتر از اورانیوم در راکتور هسته‌ای تولید می‌شوند. منابع نوترونی کالیفرنیم معمولاً قطری حدود ۰٫۶ تا ۱٫۳ سانتی‌متر و طولی حدود ۲٫۵ تا ۵ سانتی‌متر دارند و هنگام نو بودن بین ۱۰⁷ تا ۱۰⁹ نوترون در ثانیه منتشر می‌کنند.
نیمه‌عمر آن ۲٫۶ سال است.

### واپاشی آلفا
نوترون‌ها زمانی تولید می‌شوند که ذرات آلفا با ایزوتوپ‌های سبک مانند بریلیم، کربن یا اکسیژن برخورد کنند.
این چشمه‌ها با ترکیب یک مادهٔ گسیل‌کنندهٔ آلفا (مانند رادیوم، پولونیم یا آمریسیوم) با یک ایزوتوپ سبک ساخته می‌شوند. این منابع حدود ۱۰⁶ تا ۱۰⁸ نوترون در ثانیه تولید می‌کنند.
ترکیب‌های رایج شامل پلتونیوم-بریلیم (PuBe)، آمریسیوم-بریلیم (AmBe) و آمریسیوم-لیتیوم (AmLi) هستند.

### فوتوتجزیه
پرتو گاما با انرژی بیش‌تر از انرژی بست نوترون می‌تواند نوترونی را از هسته بیرون بکشد.
این فرایند «نورشکافت» نام دارد. برای نمونه:
۹Be + فوتون >۱٫۷ MeV → ۱ نوترون + ۲ ۴He
۲H + فوتون >۲٫۲۶ MeV → ۱ نوترون + ۱H

### ژنراتورهای نوترونی لوله‌بسته
در این منابع، برخوردهای همجوشی میان یون‌های دوتریوم یا تریتیوم و هدف‌های هیدریدی انجام می‌شود
که درون آن‌ها نیز این ایزوتوپ‌ها حضور دارند.

## دستگاه‌های متوسط

### تمرکز پلاسما چگال
این نوع چشمه با ایجاد پلاسمایی چگال از گازهای یونیدهٔ دوتریوم یا تریتیوم
و رساندن آن به دماهای همجوشی، نوترون تولید می‌کند.

### محصورسازی الکترواستاتیکی لَختی
در این سامانه مانند فوسور، یک میدان الکتریکی پلاسما را گرم می‌کند تا به شرایط همجوشی برسد.
این فناوری‌ها هم در حوزهٔ پژوهش و هم در موارد تجاری (عمدتاً در آمریکا) کاربرد دارند.

### شتاب‌دهنده‌های یون‌های سبک
شتاب‌دهنده‌هایی که از یون‌های هیدروژن، دوتریوم یا تریتیوم استفاده می‌کنند
می‌توانند با هدف‌هایی مانند دوتریوم، لیتیوم یا بریلیم نوترون تولید کنند.

### سامانه‌های برمسترالونگ
در این روش، فوتون‌هایی با انرژی بالا موجب برانگیختگی هسته‌ها (رزونانس دوقطبی غول‌پیکر) می‌شوند
که در پی آن، هسته یا نوترون آزاد می‌کند یا دچار نورشکافت می‌شود.
این پدیده در مراکز پرتودرمانی با انرژی بالا نیز رخ می‌دهد و نیاز به محافظت در برابر نوترون ایجاد می‌کند.

## دستگاه‌های بزرگ

### راکتورهای شکافت هسته‌ای
شکافت هسته‌ای در راکتور مقدار زیادی نوترون تولید می‌کند
که برای تولید برق یا آزمایش‌های علمی استفاده می‌شود.
راکتورهای تحقیقاتی برای فراهم کردن شار نوترونی بالا طراحی شده‌اند.

### سامانه‌های همجوشی هسته‌ای
همجوشی ایزوتوپ‌های سنگین هیدروژن می‌تواند تعداد زیادی نوترون تولید کند.
در حال حاضر برخی سامانه‌های کوچک پژوهشی و پروژه‌های بزرگی چون JET در بریتانیا، NIF در آمریکا، و ITER در فرانسه در حال کار یا ساخت هستند،
ولی هنوز به‌عنوان چشمهٔ نوترونی عملیاتی نیستند.
محصورسازی لختی در آینده می‌تواند نوترون‌هایی به‌مراتب بیش‌تر از پاشش هسته‌ای تولید کند
که برای نوترون‌نگاری بسیار مفید خواهد بود.

### شتاب‌دهنده‌های پرانرژی ذره
در چشمه‌های پاششی، پروتون‌هایی با انرژی بالا به هدف برخورد کرده و نوترون آزاد می‌کنند.
در حال حاضر، نیرومندترین چشمهٔ نوترونی جهان چشمهٔ نوترونی پاششی در اوک‌ریج، تنسی است
و چشمهٔ نوترونی پاششی اروپا در سوئد نیز در حال ساخت است.
راکتورهای شکافت زیربحرانی می‌توانند با کمک چشمه‌های پاششی
هم برای دگرگونی هسته‌ای (مانند تولید رادیوایزوتوپ‌های پزشکی)
و هم برای تولید انرژی استفاده شوند،
چون انرژی موردنیاز برای تولید یک نوترون پاششی (حدود ۳۰ MeV) بسیار کم‌تر از انرژی آزادشده از شکافت (حدود ۲۰۰ MeV) است.

### چشمه‌های نوترونی با لیزر
این فناوری نوظهور از لیزرهای پرتوان برای تولید ذرات پرانرژی (مانند پروتون‌ها و دوتریون‌ها) استفاده می‌کند
که پس از برخورد با مادهٔ دوم، نوترون منتشر می‌شود.
این چشمه‌ها جمع‌وجورترند و توانایی‌هایی مانند تابش‌های کوتاه و درخشش بالا دارند.

## شار نوترونی
برای بیشتر کاربردها، هرچه شار نوترونی بیشتر باشد، بهتر است.
دستگاه‌های آماتوری حدود ۳۰۰٬۰۰۰ نوترون در ثانیه تولید می‌کنند.
دستگاه‌های تجاری تا حدود ۱۰⁹ نوترون در ثانیه
و راکتورهای بزرگ تا ۱۰¹⁵،
و منابع پاششی تا بیش از ۱۰¹⁷ نوترون در سانتی‌متر مربع بر ثانیه می‌رسند.